# Villaseta
Villaseta est une frazione de la commune d'Agrigente dans la province d'Agrigente de la Sicile. 